# Anaïs Fargueil
Anaïs Fargueil est une comédienne française née à Toulouse le 21 mars 1819 et morte à Paris 9e le 8 avril 1896.

## Biographie
Anaïs Fargueil était la fille de Paul Fargueil, un acteur toulousain qui la fit débuter sur scène dès l'âge de quatre ans. En 1825, elle suit ses parents à Paris et entre au Conservatoire, dans les classes de Antoine Ponchard et Auguste Mathieu Panseron. Elle obtient un premier prix de chant. Engagée à l'Opéra-Comique, elle fait ses débuts dans La Marquise d'Adolphe Adam. Elle abandonne l'art lyrique pour le théâtre et débute au Théâtre du Vaudeville en 1836. Elle le quitte pour le théâtre du Gymnase, puis se produit en province et à l’étranger. Elle revient au Vaudeville en 1850. Elle prend sa retraite en 1883.
Elle repose au cimetière Montmartre auprès de son père décédé le 14 décembre 1869. Sa fille, Marguerite Le Rousseau-Fargueil, sera inhumée à leurs côtés le 24 avril 1911.

## Théâtre
- La Dragonne, comédie en deux actes, par MM. Dumanoir et Hippolyte Le Roux, Paris, Théâtre du Palais Royal, le 13 octobre 1842 (rôle de Catherine II)
- Madame de Maintenon, drame en 5 actes, avec prologue, en vers, par M. François Coppée, Paris, Théâtre de l'Odéon, 12 avril 1881 (rôle de Madame de Maintenon)
- Rose Michel, drame en 5 actes d'Ernest Blum, Paris, Théâtre de l'Ambigu-Comique, 21 janvier 1875
- L'Oncle Sam, comédie en quatre actes de Victorien Sardou, Paris, Théâtre du Vaudeville, 6 novembre 1873
- L'Ennemie, comédie en 3 actes d'Eugène Labiche, Paris, Théâtre du Vaudeville, 17 octobre 1871
- Les Pattes de mouches, comédie en 3 actes de Victorien Sardou, Paris, Théâtre du Vaudeville, 24 février 1870
- Patrie !, drame historique en 5 actes, en 8 tableaux de Victorien Sardou, 1869
- Miss Multon, comédie en 3 actes de Eugène Nus et Adolphe Belot, 1869
- La Famille Benoiton, comédie en 5 actes de Victorien Sardou, Paris, Théâtre du Vaudeville, 4 novembre 1865
- Maison neuve, comédie en cinq actes de Victorien Sardou, Paris, Théâtre du Vaudeville, 4 décembre 1866
- Rédemption, d'Octave Feuillet, Paris, Théâtre du Vaudeville, 4 décembre 1866
- Les Diables noirs, drame en quatre actes de Victorien Sardou, Paris, Théâtre du Vaudeville, 28 novembre l863
- Lucie Didier, pièce en 3 actes de MM. Léon Battu et Jaime fils, 1863
- Les Brebis de Panurge, comédie en un acte, en prose de Henri Meilhac et Ludovic Halévy, 1863
- Nos intimes !, comédie de Victorien Sardou, Paris, Théâtre du Vaudeville, 16 novembre 1861 (rôle de Cécile)
- Esther Ramel, pièce en 3 actes de MM. Devicque et Crisafulli, Paris, Théâtre du Vaudeville, 10 juin 1861
- Les Femmes fortes, comédie de Victorien Sardou, Paris, Théâtre du Vaudeville, 31 décembre 1860
- Le Mariage d'Olympe, pièce en trois actes de Émile Augier, Paris, Théâtre du Vaudeville, 17 juillet 1855
- Les Filles de marbre, drame en 5 actes de Théodore Barrière et Lambert Thiboust, Paris, Théâtre du Vaudeville, 17 mai 1853
- Marcelin, drame en trois actes, par MM. Bayard et Dumanoir, Paris, Théâtre du Vaudeville, 30 mai 1840 (rôle de Elise de Montdidier)
- Le Démon de la nuit, comédie-vaudeville en 2 actes, par MM. Bayard et Arago, Paris, Théâtre du Vaudeville, 18 mai 1836 (rôle de Mathilde)

## Source
- André Maurel, « Anaïs Fargueil », Le Figaro, 10 avril 1896, p. 2